# Ganden
Il monastero di Ganden o Ganden Namgyeling è una delle tre grandi università monastiche del Tibet.

## Descrizione
Ganden fu fondato da lama Tsongkhapa nel 1409, e venne considerato il primo monastero di scuola Gelug. Il suo nome completo è dGa' ldan rNam rgyal gling, ossia continente di assoluta felicità vittoriosa in lingua tibetana, in riferimento al paradiso tuṣita ove risiede Maitreya, il Buddha futuro.

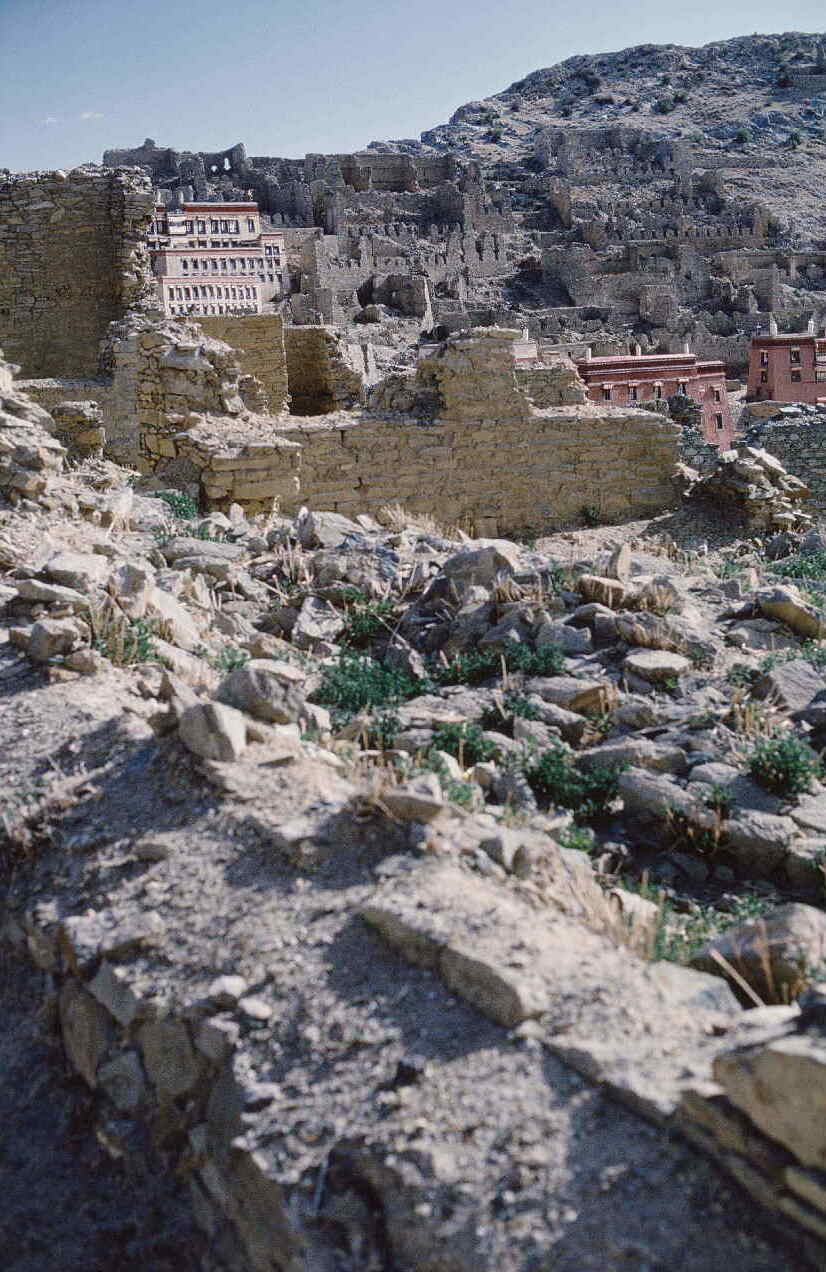
Panoramica delle rovine del monastero distrutte nel 1959 dell'Esercito Popolare di Liberazione cinese.

Tradizionalmente considerato sede del potere amministrativo e politico della scuola Gelug, si trova a trentasei chilometri da Lhasa, ad una quota di 4750 metri sul livello del mare. Data la sua importanza, nel 1958, il XIV Dalai Lama vi sostenne gli esami finali del suo corso di studi teologici, ricevendo il titolo di ghesce lharampa.
Nella prima metà del XX secolo ospitava circa seimila monaci e molti tra i più riveriti tulku, ed era considerato uno dei principali centri di studio del Buddismo tibetano, ove si formavano i migliori lama e ghesce. Tuttavia, dopo l'annessione del Tibet alla Repubblica Popolare Cinese, che si compì in un periodo compreso tra il 1950 e il 1959, la popolazione monastica calò a duemila unità, e l'intero monastero fu posto a rigidi controlli e restrizioni.
Nel 1959, in occasione della sollevazione di Lhasa e della conseguente fuga in esilio del XIV Dalai Lama in India, Ganden fu gravemente danneggiato e saccheggiato, ma nel 1966, all'inizio della grande rivoluzione culturale, venne ulteriormente bombardato dall'artiglieria delle Guardie Rosse. In tale occasione, la tomba di lama Tzong Khapa, risalente al 1419 e rivestita d'oro e argento, fu distrutta insieme alla mummia del santo, di cui si salvarono solo alcuni resti ossei per opera di Bomi Rinpoche, lo stesso monaco che era stato costretto a dare fuoco al corpo.
Attualmente, a Ganden è stata costruita una prigione cinese, usata dai funzionari del Partito comunista per rinchiudere i rivoltosi e i criminali considerati più nefandi, con occhio molto attento verso i monaci.
Il Governo tibetano in esilio ha ricostruito il monastero Ganden a Karnataka, nell'India meridionale.

## Galleria d'immagini

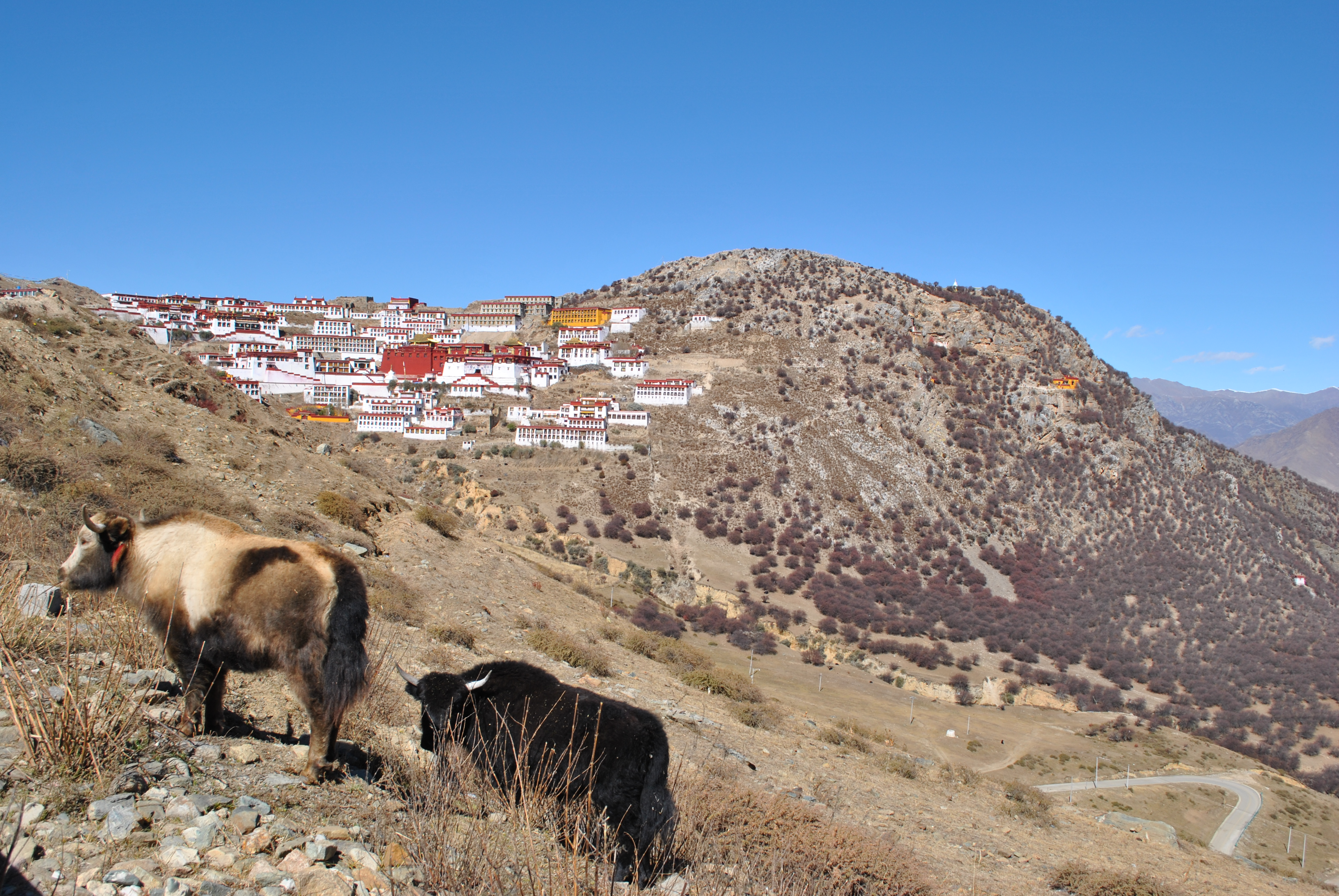
Il monastero nel 2013
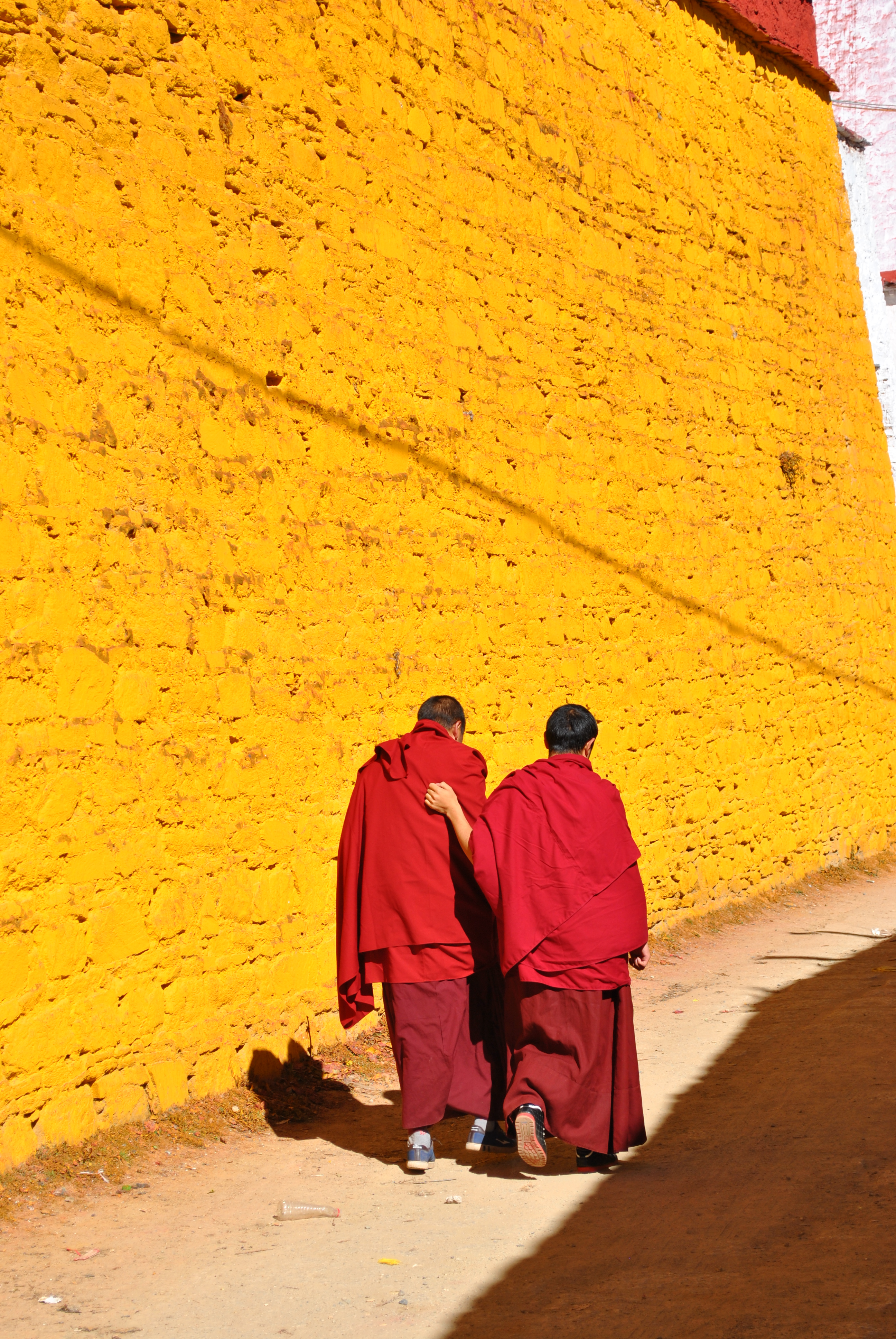
Monaci del monastero
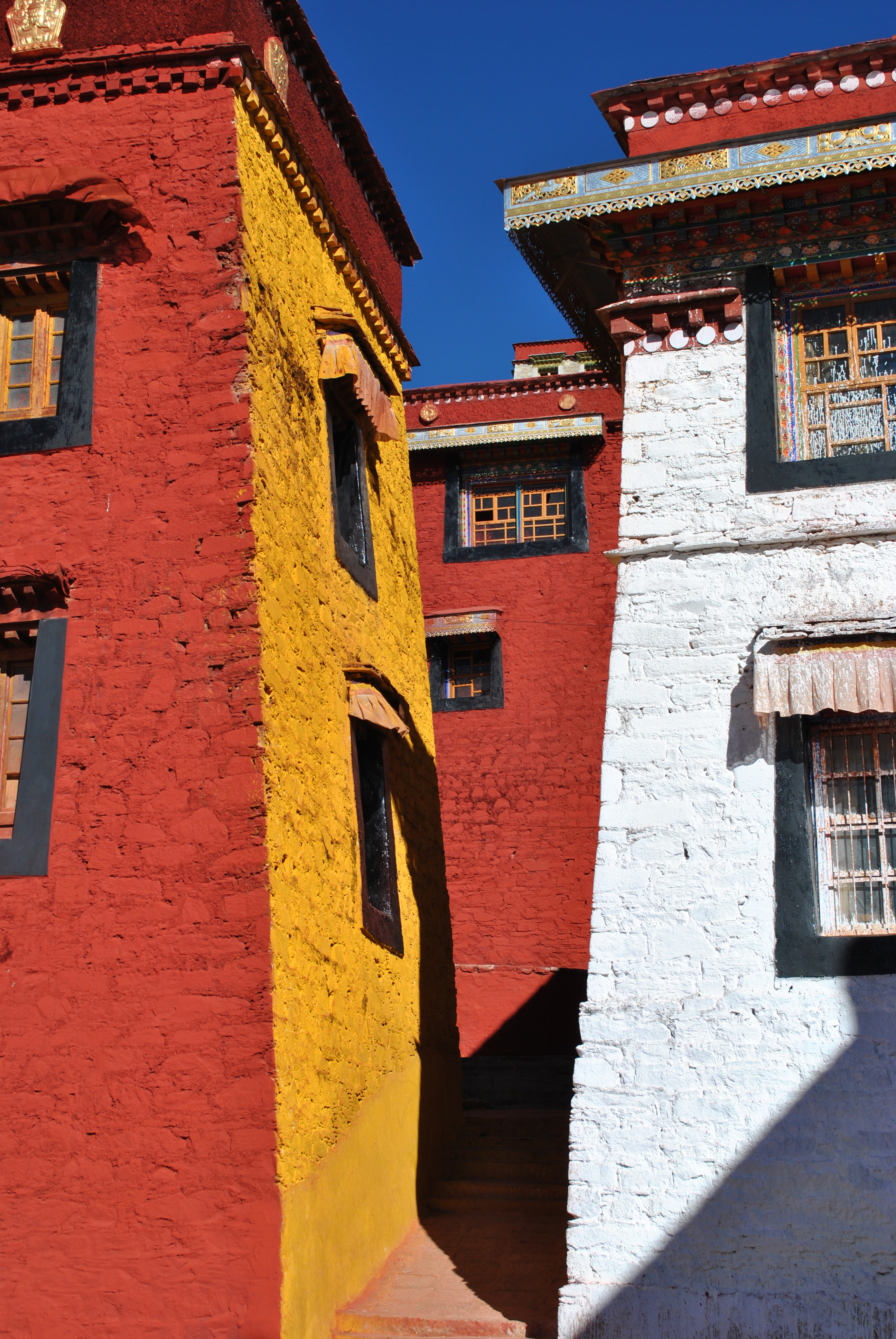
Parte del monastero riverniciata nel 2013
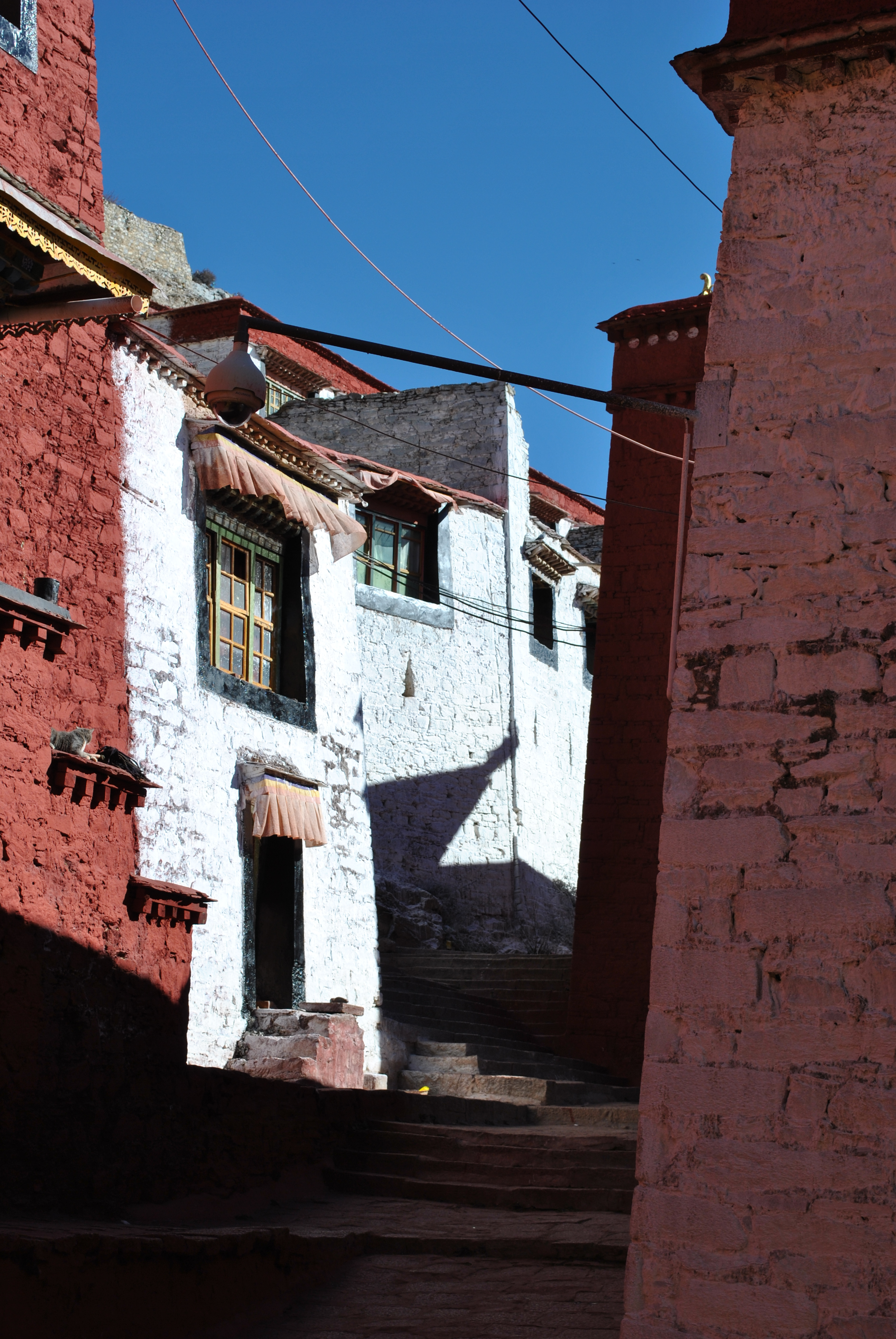
Scorcio del monastero